# Iwan Wakartschuk

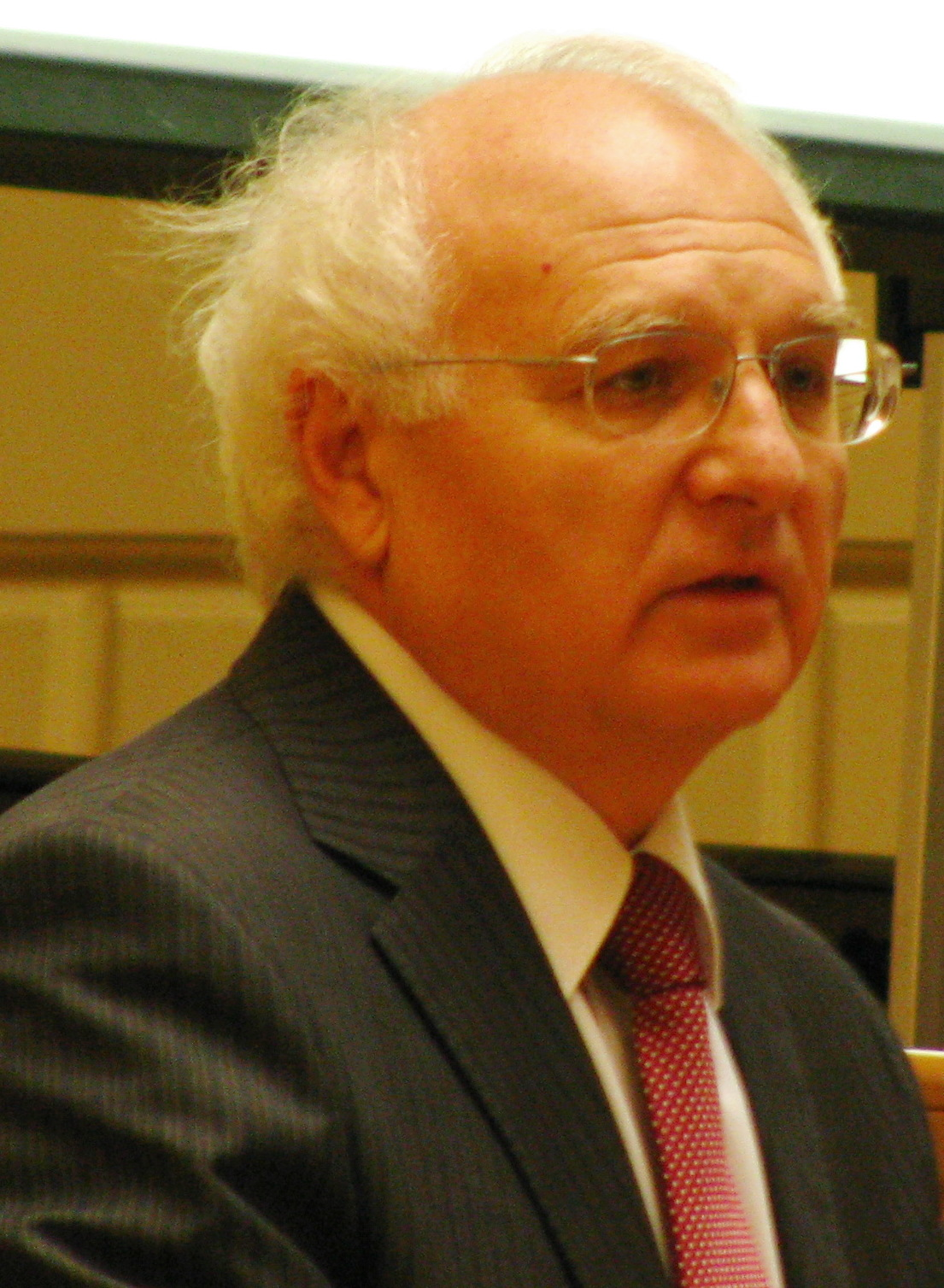
Iwan Wakartschuk (2010)

Iwan Oleksandrowytsch Wakartschuk (ukrainisch Іван Олександрович Вакарчук; * 6. März 1947 in Brătușeni bei Edineț, Moldauische Sozialistische Sowjetrepublik; † 4. April 2020 in Lwiw) war ein ukrainischer Physiker, Universitätsrektor und Politiker.

## Leben
Der Doktor der physikalisch-mathematischen Wissenschaften, Professor und Autor von mehr als 300 wissenschaftlichen Publikationen Iwan Wakartschuk war von 1990 bis 2007 und erneut von 2010 bis 2013 Rektor der Nationalen Iwan-Franko-Universität in Lwiw.
Zwischen 2001 und 2004 war Wakartschuk Präsident der ukrainischen physikalischen Gesellschaft.
Im zweiten Kabinett Tymoschenko war der überparteiliche Wakartschuk zwischen dem 18. Dezember 2007 und dem 11. März 2010 Minister für Bildung und Wissenschaft der Ukraine.
Er starb 73-jährig in Lwiw und wurde auf dem Lytschakiwski-Friedhof bestattet.

## Familie
Wakartschuk war mit seiner 1947 geborenen Frau Switlana verheiratet und Vater von Swjatoslaw Wakartschuk, einem bekannten Sänger, Songwriter und politischen Aktivisten.

## Ehrungen
- 2005 Verdienstorden der Ukraine zweiter Klasse[6]
- 2006 Verdienter Wissenschaftler der Ukraine[5]
- 2007 Held der Ukraine[7]
- 2011 Ehrendoktor des Instituts für Festkörperphysik der Nationalen Akademie der Wissenschaften der Ukraine in Lwiw[3]